# 3788-as busz
A 3788-as jelzésű autóbuszvonal Tiszalúc belterületén húzódó regionális vonal, amelyet a MÁV Személyszállítási Zrt. üzemeltet.

## Útvonala
A Borsod-Abaúj-Zemplén megyei Tiszalúc vasútállomásáról indul. Útját keleti irányban, belterületi úton kezdi el, párhuzamosan a Budapest–Sátoraljaújhely-vasútvonallal, a hernádnémeti közútra kifordul és a település belsőbb részeibe tart. Tiszalúc legfőbb csomópontjában – ahonnan Hernádnémeti, Köröm és Taktaharkány is elérhető – kettő úton közlekedik tovább, egyik része a Széchenyi utcában a falu legtöbb üzlete mentén, másik része a Hársfa utcában közlekedik. Míg utóbbi egyirányú, ellentétes irányban a Gyöngyvirág utcában fut az útvonala, itt keskeny területen és családi házak között robog. A kettő verzió a Kossuth utcában olvad össze újból, közel a Holt-Tiszához, valamint a Takta patak torkollatához. A 3611-es mellékút a Szerencsi járás több-másik településeibe, Taktaharkányba és Taktakenézre nyújt eljutást, azonban a 3788-as jelzésű buszok csak a nagyközség belterületén ingáznak, északkeleti pereméig, a helyi buszfordulóhoz. 

## Közlekedése
Indításai minden nap történnek, gyakori jelleggel, szemben, hogy helyben üzemelő buszjáratként van jelen. A falura jellemző, hogy elég sűrűen helyezkednek el benne a megállók, valamint hosszúnak bizonyul a lakónépesség élettere. Tiszalúcon busz ezen kívül kizárólag a 3974-es, tiszaújvárosi vonal által látható, legfőképp iskolai időszakban, fő közlekedést a kötöttpályás forgalom ad számára, ebből kifolyólag van igény a belterületen ingázó járatokra.

### Csatlakozást biztosít
- Tiszalúc vasútállomáson – Miskolc és Szerencs felé/felől vonatra (Budapest–Sátoraljaújhely-vasútvonal).

### Törzsjárművei
Tiszalúc állomásától fordulójáig erre a célokra felhasznált Credo EC 12-es szóló autóbusszal rendelkezik a falu, mely a REF-221 rendszámot viseli. Emellett más járművek nem nagyon veszik fel a 3788-as jelzést.
- az LKK-014 rendszámú Ikarus E127,
- a REF-221 rendszámú Credo EC 12 autóbuszok.

| Viszonylat                          | Indításszám       | Közlekedési rend          |
| ----------------------------------- | ----------------- | ------------------------- |
| Tiszalúc vá. – Tiszalúc, aut. ford. | 12 oda, 13 vissza | tanítási napokon          |
| Tiszalúc vá. – Tiszalúc, aut. ford. | 13 pár            | tanszünetben munkanapokon |
| Tiszalúc vá. – Tiszalúc, aut. ford. | 8 pár             | szabadnapokon             |
| Tiszalúc vá. – Tiszalúc, aut. ford. | 7 pár             | munkaszüneti napokon      |

## Megállóhelyei
| 0 | Tiszalúc vasútállomás végállomás      | 0.0 km | 3974 személyvonat – Tiszalúc (80) |
| 1 | Tiszalúc, művelődési ház              | 0.8 km | 3974                              |
| Tanítási napokon 9; tanszünetben munkanapokon 10; hétvégén 8 indítás által érintett a művelődési ház megálló helyett. |                                       |        |                                   |
| ∫ | Tiszalúc, Hársfa utca 28.             | ∫      | 3974                              |
| ∫ | Tiszalúc, Hársfa utca 76.             | ∫      | 3974                              |
| 2 | Tiszalúc, óvoda                       | 1.6 km | 3974                              |
| 3 | Tiszalúc, Szabadság utca 2.           | 2.4 km | 3974                              |
| 4 | Tiszalúc, Alkotmány utca 89.          | 2.9 km | 3974                              |
| 5 | Tiszalúc, Alkotmány utca 95.          | 3.2 km | 3974                              |
| 6 | Tiszalúc, Alkotmány utca 121.         | 3.5 km | 3974                              |
| 7 | Tiszalúc, autóbusz-forduló végállomás | 4.2 km | 3974                              |